# Ente italiano di normazione
L'ente italiano di normazione (UNI, dal termine "unificazione") è un'associazione privata senza scopo di lucro che svolge attività di normazione tecnica in Italia. Ha due sedi, la principale a Milano in via Sannio, 2 e l'altra a Roma in via del Collegio Capranica, 4.
Opera in tutti i settori industriali, commerciali e del terziario, ad esclusione di quello elettrotecnico ed elettronico, che sono invece di competenza del Comitato elettrotecnico italiano (CEI).
Partecipa in rappresentanza dell'Italia all'attività di normazione degli organismi internazionali di normazione ISO e CEN.

## Storia
L'UNI fu costituito nel 1921 come "Comitato generale per l'unificazione nell'industria meccanica", con la sigla "UNIM", a fronte di esigenze di standardizzazione dell'industria meccanica di allora.
Il 21 dicembre 1922 fu pubblicata la prima norma UNIM, denominata UNIM 1:1922 Disegni tecnici - Formato e disposizione delle tabelle UNIM, che definiva il layout delle norme tecniche UNIM, allora chiamate "tabelle UNIM".
Nel 1928 Confindustria (allora denominata "Confederazione generale fascista dell'industria italiana") ne promosse l'estensione a tutti i settori industriali, e il nome fu modificato in "Ente nazionale italiano di unificazione", con la sigla "UNI". Nel 1930, con il Regio decreto n. 1107 del 18 luglio 1930, l'UNI ottenne il riconoscimento giuridico e ne venne approvato lo statuto.
Nel 1988, attraverso una collaborazione tra gli organismi di normazione UNI e CEI, furono creati il Sistema nazionale per l'accreditamento dei laboratori (SINAL) e il Sistema nazionale per l'accreditamento degli organismi di certificazione (SINCERT), che nel 2009 si fonderanno assieme al Servizio di taratura in Italia (SIT) per dare vita ad ACCREDIA, unico ente di accreditamento in Italia.
Nel 1995 venne lanciato il sito internet ufficiale dell'UNI, che era allora www.unicei.it, successivamente trasferito all'URL www.uni.com. A partire dal 2002 il sito dell'UNI permette la consultazione e l'acquisto di norme online attraverso la sezione "UNIStore", facilitando così il reperimento delle norme, distribuite in formato cartaceo e digitale.
Nel 2018 lo Stato ha ribadito il riconoscimento di UNI, pur nella sua natura di soggetto privato, e l'interesse pubblico della sua attività di normazione (come CEI e ISCOM).
Nel 2020, a seguito dell'approvazione del nuovo statuto, l'UNI cambia il nome in "Ente Italiano di Normazione".

## Attività
I compiti principali dell'UNI sono:
- elaborare nuove norme in collaborazione con tutte le parti interessate;
- rappresentare l'Italia nelle attività di normazione a livello mondiale (ISO) ed europeo (CEN) allo scopo di promuovere l'armonizzazione delle norme, recepire norme EN o EN ISO, occupandosi eventualmente della traduzione;
- pubblicare e diffondere le norme tecniche e i prodotti editoriali ad esse correlati.

## Organi tecnici
UNI svolge la propria attività avvalendosi di Organi tecnici specifici suddivisi in commissioni tecniche, sottocommissioni e gruppi di lavoro.

## Enti federati
L'UNI si avvale altresì di sette enti federati per campi specifici di competenza:
- UNINFO è l'ente federato competente nell'ambito dell'informatica,[10] che rappresenta l'UNI nelle materie di competenza presso l'ISO, l'ISO/IEC JTC1 (ISO/IEC Joint Technical Committee) e il CEN.
- Il Comitato termotecnico italiano energia e ambiente (CTI) si occupa dell'attività di normazione nei settori della termotecnica e della produzione e utilizzazione di energia termica, sia in ambito nazionale che internazionale, dove segue, su incarico di UNI, i lavori di numerosi gruppi CEN e ISO detenendo, per alcuni di questi, le relative segreterie tecniche.[11]
- Il Comitato italiano gas (CIG) si occupa dell'attività di normazione del settore gas in ambito nazionale ed internazionale e coopera con numerose istituzioni italiane ed europee del medesimo settore.[12] Questo comitato si occupa anche di iniziative su questioni energetiche nazionali, quali l'immissione del biometano nelle reti di trasporto e distribuzione del gas naturale, il progetto europeo sulla qualità dei gas, il progetto dei "contatori intelligenti" per le utenze del gas naturale.
- La Commissione tecnica di unificazione nell’autoveicolo (CUNA) è un'organizzazione senza fini di lucro che opera con lo scopo di contribuire alla soluzione di argomenti di unificazione tecnica nel campo delle macchine mobili, loro componentistica e prodotti affini o connessi e nel settore dell'automotive.[13]
- UNICHIM (Associazione per l'Unificazione del Settore dell'Industria Chimica) è un'associazione senza scopo di lucro per l'unificazione nel settore dell'industria chimica federata ad UNI.[14] Nasce a Milano nell'ottobre 1947, su iniziativa di ASCHIMICI, l’attuale Federchimica.
- UNIPLAST, altra associazione senza scopo di lucro legalmente riconosciuta federata ad UNI, opera nel settore dell'industria delle materie plastiche e resine sintetiche, in particolare per la loro produzione, trasformazione, impiego, ricupero e riciclaggio.[15] Svolge l’attività di studio con la partecipazione di tutte le parti interessate.
- UNSIDER è l’ente Federato all’UNI, dotato di personalità giuridica, incaricato di svolgere attività di normazione per il settore siderurgico (industria dell'acciaio e della ghisa) e il settore dedicato a materiali, equipaggiamenti e strutture in mare per le industrie del petrolio e del gas naturale.[16]

## Cronotassi dei presidenti UNI
- Giacomo Elias (1985-1999)
- Marcello Colitti (1999-2002)
- Paolo Scolari (2002-2008)
- Piero Torretta (2008 - 2021)
- Giuseppe Rossi (2021 - in carica)